# Економічний часопис-XXI
«Економічний часопис-ХХІ» — загальноукраїнський щомісячний науковий часопис. Видається з 2001 Інститутом трансформації суспільства (ТОВ).

## Загальний опис. Наукометрія
Журнал входить до переліку фахових видань з двох галузей наук: Економічні науки, Політичні науки. 
 Науково-аналітичне видання публікує наукові статті провідних українських, російських та інших зарубіжних учених, аспірантів і докторантів, народних депутатів України, керівників державних і місцевих органів влади; матеріали наукових конференцій та семінарів; рецензії на наукові монографії тощо.
Науковий журнал «Економічний часопис-ХХІ» внесено до 7 міжнародних наукометричних баз даних наукових видань:
- 1) Scopus, Нідерланди — з липня 2013
- 2) Index Copernicus, Польща — з жовтня 2011. «Економічний часопис-ХХІ» є наразі єдиним в Україні науковим журналом, який успішно пройшов процес оцінки в Index Copernicus International за 2012 рік. За результатами експертного висновку, імпакт-фактор (Index Copernicus Value) «Економічного часопису-ХХІ» становить 6,40 пунктів.
- 3) Ulrich's Periodicals Directory, Велика Британія, США — з травня 2012
- 4) EBSCOhost, США — з вересня 2012
- 5) Central and Eastern European Online Library (C.E.E.O.L.), Німеччина — з березня 2013
- 6) Російський індекс наукового цитування (РИНЦ), Росія — з березня 2013
- 7) Gesis Knowledge Base Social Sciences Eastern Europe, Німеччина — з липня 2010

Починаючи з 2009 року електронна копія журналу зберігається в Національній бібліотеці України імені В. І. Вернадського. Усі номери журналу, починаючи з 1998 року, представлені в Інтернеті на вебпорталі www.soskin.info/ea/ [Архівовано 24 квітня 2012 у Wayback Machine.]

## Історія заснування
У жовтні 1996 р. був заснований як загальноукраїнський науковий журнал «Економічний часопис». У 2001 р. журнал був перереєстрований як «Економічний часопис-ХХІ», засновник — ТОВ Інститут суспільної трансформації. У 2009 р. «Економічний часопис-ХХІ» був перереєстрований Міністерством юстиції України через зміну засновника: співзасновниками журналу стали Інститут суспільної трансформації та Інститут світової економіки і міжнародних відносин НАН України.

## Мета видання
Мета видання — ознайомити широке коло читачів в Україні і за кордоном із соціально-економічними та політичними процесами, що відбуваються в нашій державі та світі, зорієнтувати їх у напрямі ринкових перетворень, формування демократичної правової держави і громадянського суспільства.

## Основні рубрики журналу
До основних рубрик журналу належать: Міжнародні відносини, Геополітика, Політичні проблеми міжнародних систем і глобального розвитку, Національна безпека, Регіональна безпека, Гуманітарна і політична безпека, Світове господарство і міжнародні економічні відносини, Економіка та управління національним господарством, Регіональна економіка, Досвід реформ, Макроекономіка, Мікроекономіка, Соціальна економіка і політика, Структурні зрушення, Менеджмент, Влада і бізнес, Економіка та управління підприємствами, Податкова система, Фінансова система, Грошова політика, Місцеве самоврядування, Приватизація та інвестиції, Економічний портрет, Освіта і суспільство, Інституційний розвиток та ін. Журнал зареєстровано Державним комітетом інформаційної політики, телебачення та радіомовлення України (Свідоцтво КВ № 5565 від 19.10.2001 р.).
Числовий код міжнародної ідентифікації у міжнародному реєстрі періодичних засобів масової інформації: ISSN 1728-6220 (Print), ISSN 1728-6239 (Online).